# برونو زوی
 برونو زوی (ایتالیایی: Bruno Zevi؛ ۲۲ ژانویهٔ ۱۹۱۸ – ۹ ژانویهٔ ۲۰۰۰) یک معمار، و سیاست‌مدار اهل ایتالیا بود.

## سرگذشت
زوی در رم به دنیا آمد و در همانجا از دنیا رفت. 
زوی در سال 1933 وارد مدرسه معماری دانشگاه رم شد، اما براساس قوانین ضدیهود آن زمان در سال 1938 مجبور به ترک تحصیلات خود شد بنابراین از آنجا به لندن و سپس به ایالات متحده رفت. زوی در ایالات متحده تحصیلات خود را در دانشگاه هاروارد و تحت هدایت والتر گروپیوس تمام کرد و سال 1943 به لندن بازگشت تا کار خود به عنوان مترجم را دنبال کند. 
از سال 1945 استاد معماری دانشگاه ونیز شد و بعدتر برای تدریس به رم بازگشت. 

## اندیشه
برونو زوی فضا را اصل اساسای تعریف و بررسی معماری عنوان میکند. او هر گرایشی در معماری مدرن به سوی کلاسیسیم را کاملاً رد می کرد. به همین دلیل همیشه از حامیان سرسخت مدرنیسم و معماری مدرن محسوب می شد.

## گزیده آثار
- Zevi, Bruno (1945). Verso un'architettura organica (به ایتالیایی). Torino: Giulio Einaudi editore.
  - (English translation) Zevi, Bruno (1950). Towards an Organic Architecture. London: Faber & Faber.
- Zevi, Bruno (1948). Saper vedere l'architettura (به ایتالیایی). Torino: Einaudi.
  - (English translation) Zevi, Bruno (1957). Architecture as Space. How to Look at Architecture. Translated by Milton Gendel. New York: Horizon Press.
- Zevi, Bruno (1950). Storia dell'architettura moderna (به ایتالیایی). Torino: Einaudi.
- Zevi, Bruno, ed. (1964). Michelangiolo architetto. Milan: Etas Kompass.
- Zevi, Bruno, ed. (1970). Erich Mendelsohn Opera Completa. Milan: Etas Kompass.
- Zevi, Bruno (1973). Spazi dell'architettura moderna (به ایتالیایی). Torino: Einaudi.
- Zevi, Bruno (1978b). The Modern Language of Architecture. Seattle: University of Washington Press. ISBN 0295955686.